# XV-15 (航空機)

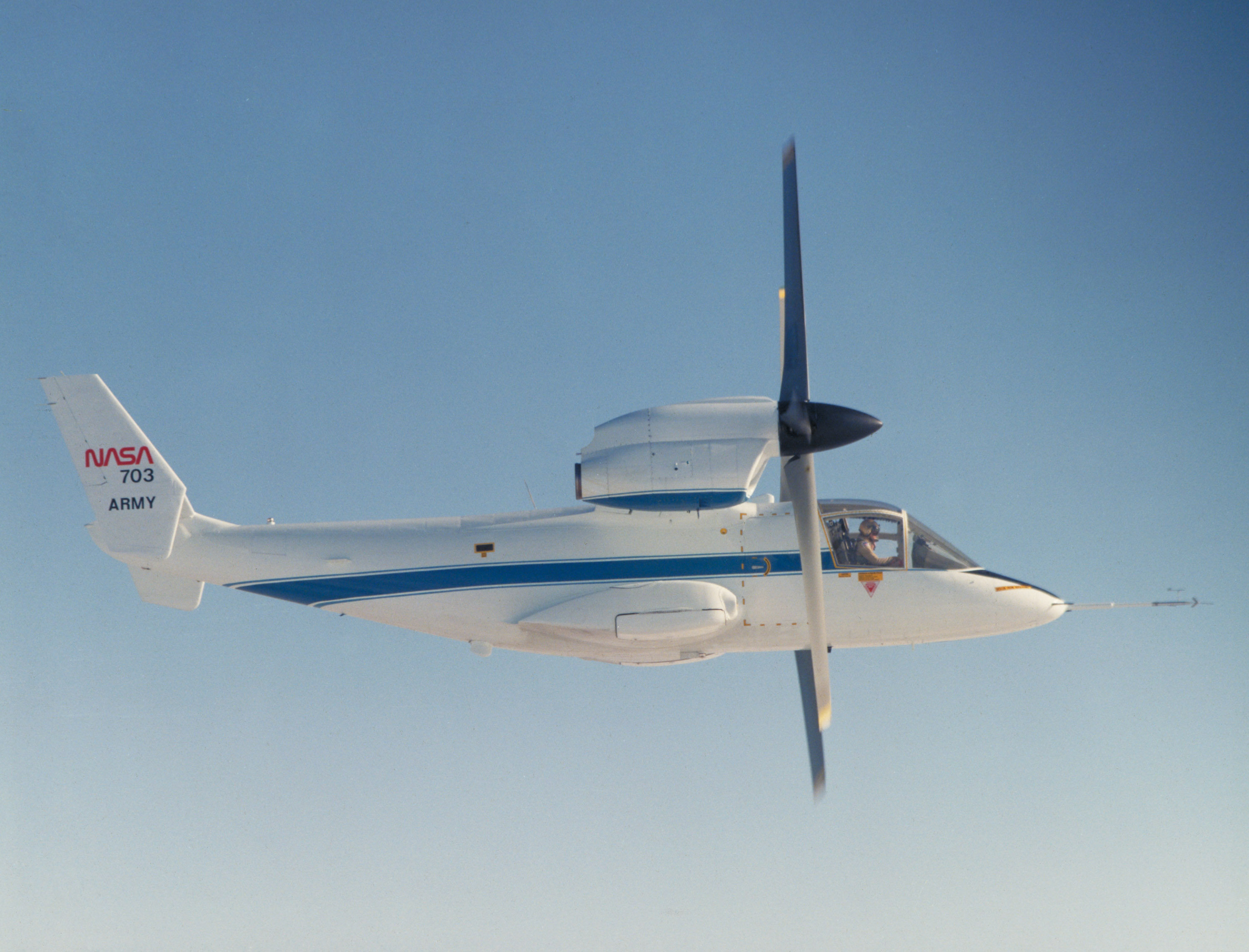
飛行中のXV-15

ベル XV-15（英：Bell XV-15）は、アメリカのティルトローター VTOL航空機である。実際に飛行した機体としては、世界で2番目に成功したティルトローター実験機であり、初めて従来のヘリコプターに対するティルトローター航空機の巡航速度と航続力の優位性〔 高速、長い航続距離 〕の概念を実証した。

## 開発

### 初期のVTOL 回転翼機
ヘリコプターで使用されるような回転翼を翼端に備える垂直離着陸機の概念は既に1930年代に原型があった。最初のティルトローターの特許は1930年5月にジョージ・レバーガー ( George Lehberger ) によって取得されたがそれ以上の開発はされなかった。
第二次世界大戦時ドイツのフォッケ・アハゲリス Fa 269と呼ばれた試作機の開発は1942年に開始されたが実際に試験飛行することはなかった。
これに続きアメリカ合衆国で1947年に試作された2機はアメリカ大陸で実際に飛行した初のティルトローター航空機となった。
機体は単座の「トランセンデンタル モデル1-G」と 複座の「トランセンデンタル モデル 2」で、両機とも単発のレシプロエンジンを動力とした。
「モデル 1-G」（単座型）の開発は1947年に開始され1954年に初飛行した。モデル 1-G はチェサピーク湾で1955年7月20日に破損するまで飛行した。試作機は破損したがパイロットは軽症で済んだ。
トランセンデンタル 1-G は実飛行した初のティルトローター機でヘリコプターから航空機への遷移は飛行中のローターポッドの迎角10度の状態での真の水平飛行だった。
複座型の「モデル 2」は開発製造され短期間の間、試験飛行したが、充分な空中停止（ホバリンク）試験はしなかった。
空軍は試験飛行の結果を踏まえて、これらの2種の派生型の持つ試作機群への資金供給を打ち切った。
ベル XV-3 は1955年に初飛行した。
以前の機体と同様にエンジンは胴体内に備えられ、駆動軸で傾斜可動が可能な翼端ポッドに装備され基部に設置された回転翼を駆動する構成だった。XV-3計画は、1966年5月20日、風洞実験装置で発生した事故により最後の機体が致命的な損傷を被ったことから、終了となった。
他に
1. 水平飛行時に回転翼の回転速度を下げる手法：〔 マクドネル XV-1 コンバーチプレーン の恒速式回転翼機構 ( Slowed rotor system) 〕
2. 回転翼が邪魔な抵抗源になる高速域内では回転翼を停止し、X字型の固定翼〔 小翼に対する上翼であり、擬似的な複葉機構成 〕とする設計 〔 シコルスキー S-72 Xウイング 〕
3. 格納式の回転翼 を採用 〔 シコルスキー・エアクラフト社の回転翼を折り畳み、機体の胴体内部に格納するデルタ翼機である S-57 ことXV-2 〕
4. 回転翼の羽根の翼幅〔回転翼直径〕が長辺から高速飛行向けの短辺に変化可能な、可変式の回転翼羽根機構を採用した設計

等の概念があったが、「ケネス・ウェルニッケ」 ( Ken Wernicke ) と「ボブ・リシェン」( Bob Lichten ) をはじめとするベル社の技術者の一団 は ベル・ヘリコプター XV-3計画で得た経験によりそれらの方式は実現性が低いと受け止めていた。

### 技術的優位性
初期のティルトローター航空機の設計の主要な問題は動力を胴体から翼端まで翼端のギアボックスと傾斜機構まで駆動軸を伝達するので荷重が高く重量が過大になる事だった。それらは大出力で長距離を伝達しなければならない伝動機構に起因した。
XV-15実験機では主要な先進的な設計を導入した。エンジンを胴体内に内蔵する代わりにXV-15はエンジンを回転する翼端のポッド内に備え、直接回転翼と結合した。通常時のエンジンからの出力は減速機を通過して回転翼/プロペラをいかなる伝達軸も介さずに直接駆動する。翼内の伝達軸はエンジンの故障時に反対側の回転翼に出力を伝達するために非常時のみに使用するが伝達軸は普段は出力を伝達しないので軽量に製造される。
傾斜式エンジンの概念を取り入れた事により水平から垂直に運転を転換出来るようにする為にエンジンの設計とエンジンポッドの設計は複雑になった。これらの問題はほとんどが初期のXV-15計画で対処された。
1960年代から1970年代初頭にかけてNASAと他の研究者達は理論と数多くの回転翼ポッドの風洞実験の両方で広範囲に渡って働いた
ベル・ヘリコプター社とボーイング-バートル社の2社が研究で発展型の設計の提案をした。ティルトローターポッド、傾斜回転翼と主翼と航空機の胴体の統合と傾斜した回転翼の空気流の調査に注目した。固定された回転翼の傾斜回転翼と折りたたみ式回転翼が調査された。

### XV-15 計画

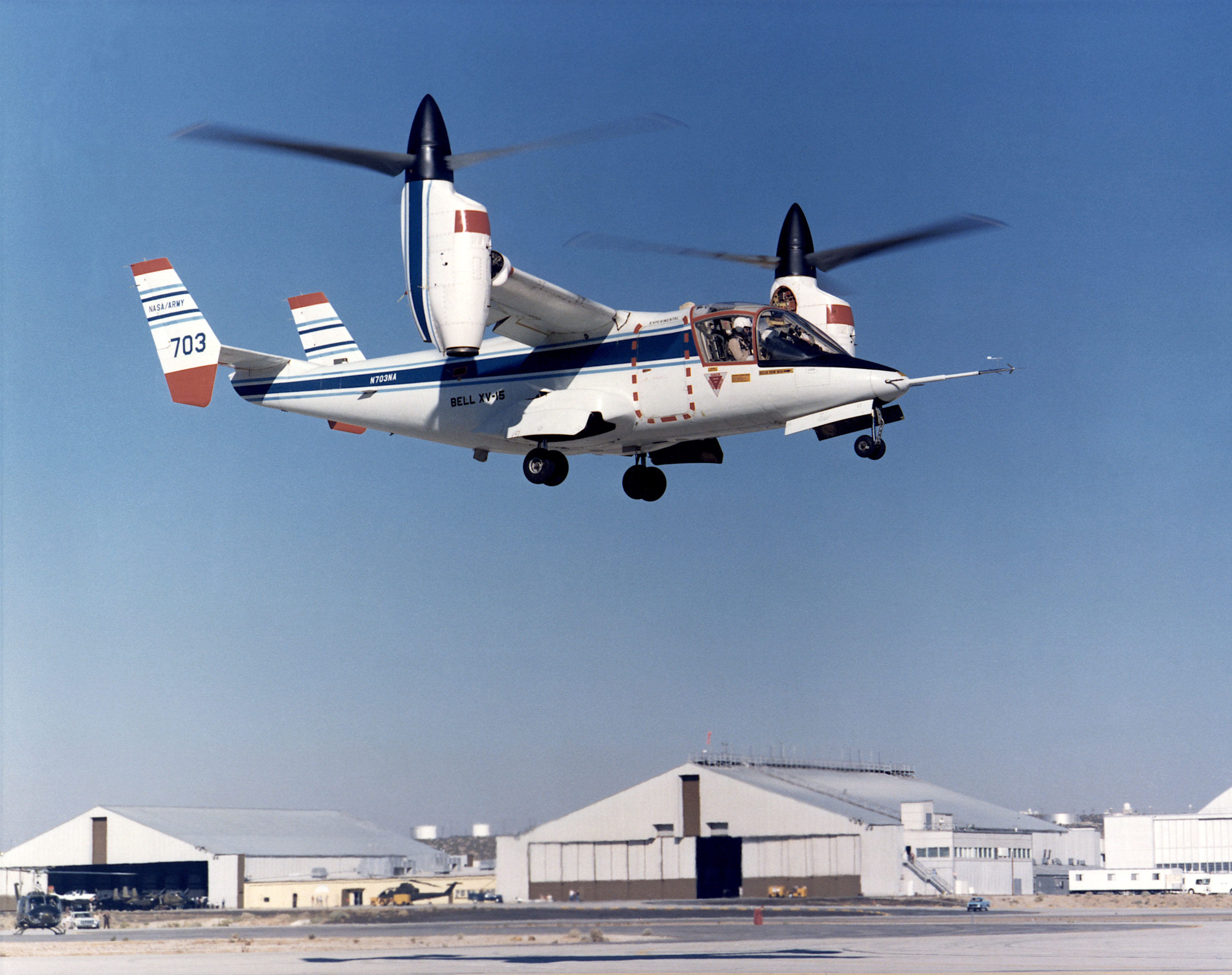
NASA ドライデン飛行センターで離陸するXV-15

1971年にNASAのエイムズ研究センターで計画が発足した。初期の開発後、試作設計の競争契約が2件$50万ドルで交わされた。シコルスキー、グラマン、ボーイング-バートル、ベル・ヘリコプターが応札した。
R&D契約はベル社とボーイング-バートルが1972年10月に契約した。2社は設計提案を1973年1月22日に提出した。

#### 競合する設計
ボーイングの提案したモデル222（後の通常型ヘリコプターであるベル 222とは無関係）は固定式のポッドを主翼の先端に備え、回転翼と共に回転する小型のポッドは主翼上の胴体に納められた。この設計は傾斜式回転翼のための長い伝達軸を備えずに常にエンジンを水平に維持する簡略化された設計だった。このモデル222は開発費を低減させる為に、「MU-2Jの胴体・尾部・降着装置を利用する」とされていた。
ベル社の設計のモデル301では翼端のポッドが水平から垂直の間で回転してエンジンと回転翼は共にポッドに固定された。この簡略化された出力伝達はよりエンジンの設計が複雑化しており、ボーイングの提案よりもわずかに重量が増したと見られる。
両方の提案の審査後、NASAはベル301を更なる開発のために選択して1973年7月31日に研究開発計画を契約した。

## 飛行試験

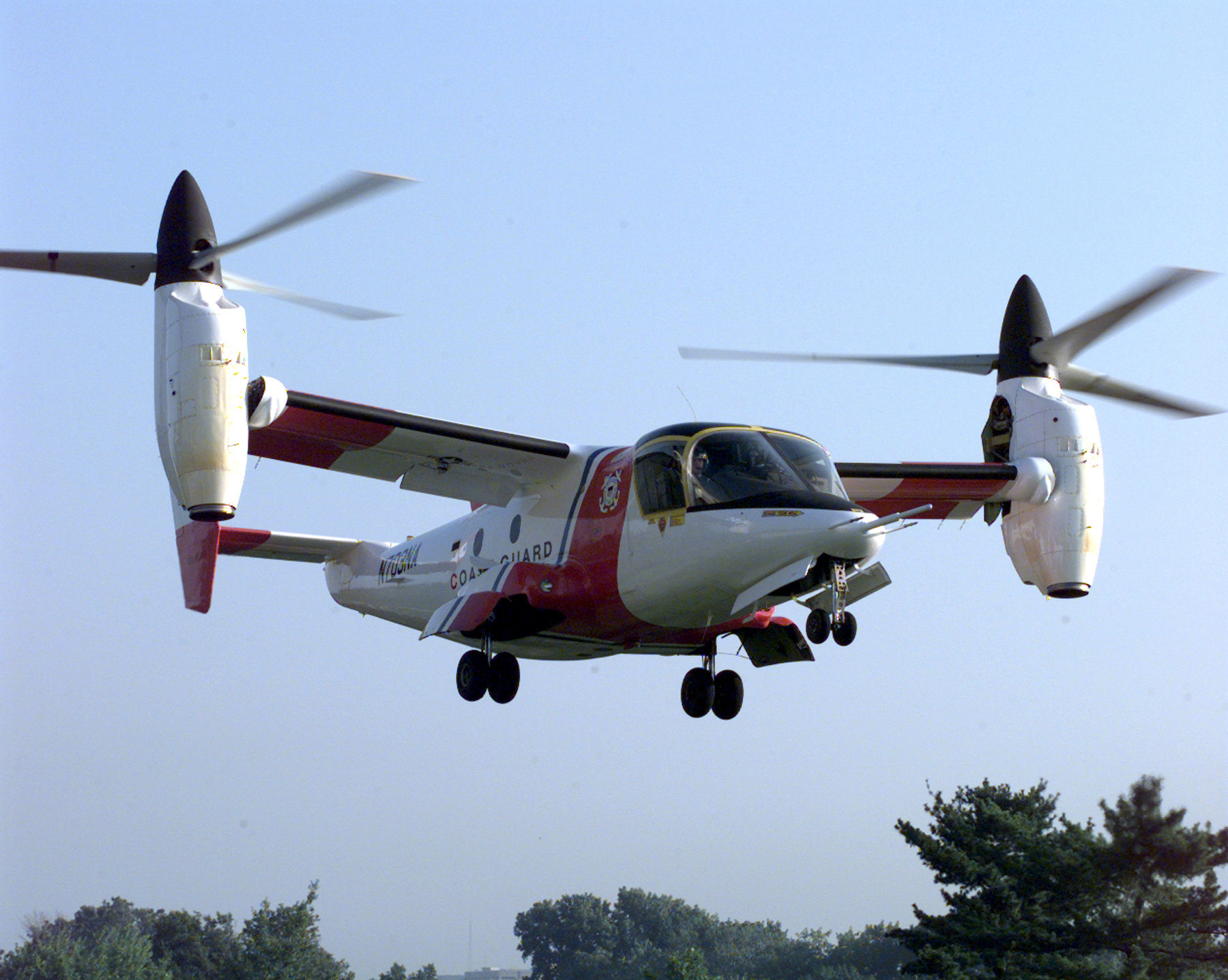
沿岸警備隊の塗装で着陸するN703NA

ベル社による風洞と飛行試験実施のために航空機はカリフォルニア州ハイデザートに位置するエドワーズ空軍基地内のドライデン飛行研究センターに移された。XV-15の飛行試験は飛行包絡線を拡大して継続された。ヘリコプターと通常の航空機モードの両方において円滑に遷移することに成功した。各種の試験の実施後、更なる試験のためにエイムズに戻った。

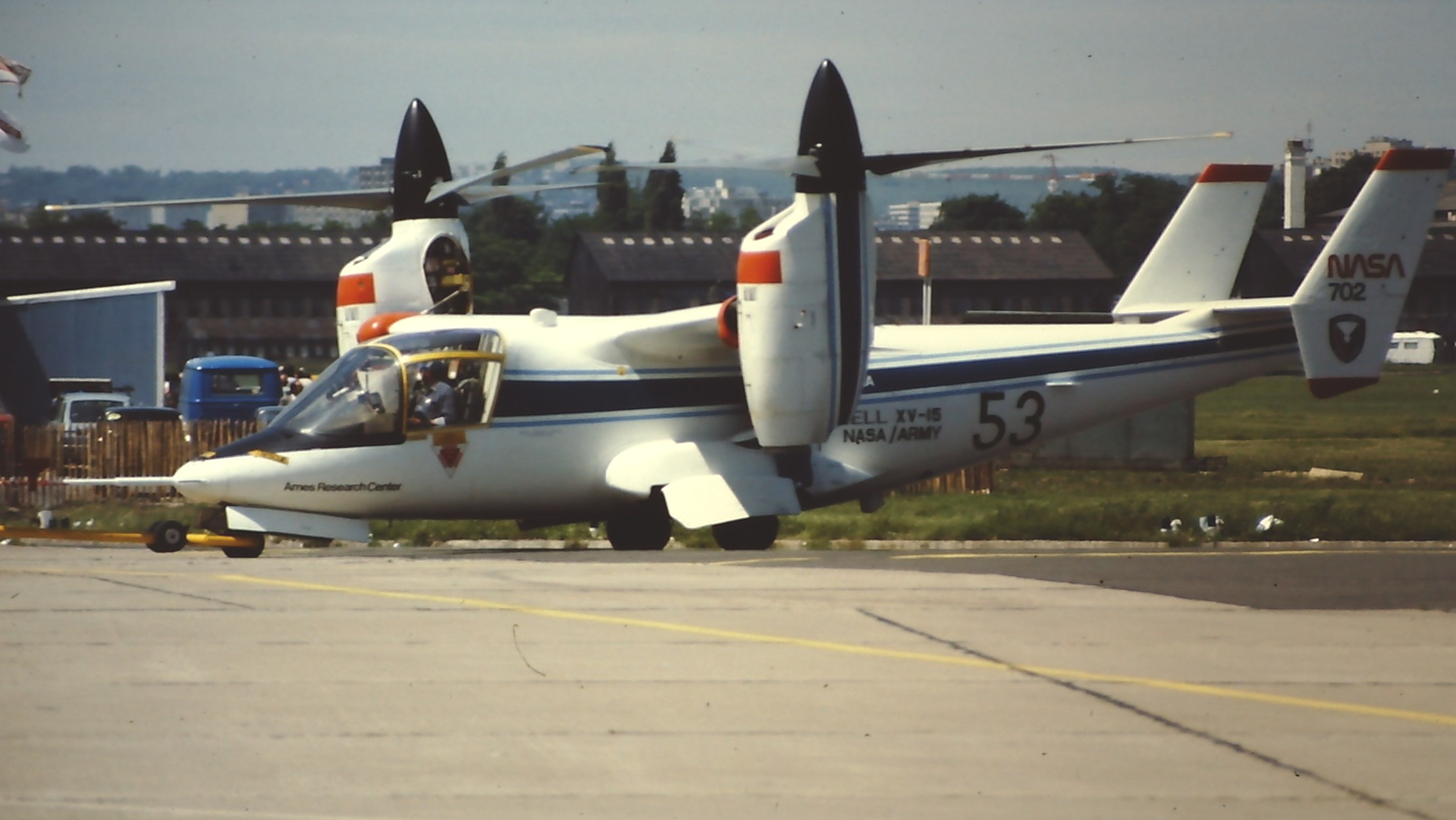
1981年パリ航空ショーでのXV-15

XV-15は1980年代の数年間モフェットフィールド海軍航空基地を準拠点とした毎年恒例の航空ショウで標準的な実演を実施した。
両XV-15は1980年代に空気力学と傾斜式回転翼を装備した民間機とV-22計画を含む軍用機への適用を目的として飛行した。

## 諸元
出典:NASA SP-2000-4517
諸元
- 乗員：2名（ 正操縦士 と 副操縦士 ）
- 全長：12.83 m（42 ft 1 in）
- 翼幅：17.42 m（57 ft 2 in、ローター含む）
- ローター直径：7.62 m（25.0 ft）
- 全高：3.86 m（12 ft 8 in）
- 翼型：NACA 64A015
- 空虚重量：4,574 kg（10,083 lb）
- 最大離陸重量：6,000 kg（13,000 lb）
- 動力：アヴコ・ライカミング LTC1K-4K（T53-L-13B改良）ターボシャフトエンジン、1,550 shp（1,156 kW） × 2
- 出力段階値（ パワーレイト ）：
1,550 shp（1,156 kW）通常離陸時出力（最大10分）
1,802 shp（1,354 kW）緊急時出力（最大2分）
- 燃料重量：651 kg（1,436 lb）

性能
- 最大速度：557 km/h（345 mp、300ノット）
- 失速速度：100ノット（航空機形態時）
- 航続距離：825 km（445 nmi、515 mi）
- 実用上昇限度：8,840 m（29,500 ft）
- 回転翼面荷重：13.2 lb/ft2（73 kg/m2[4]）
- 馬力荷重：1.35 kg/kW[4]
- ホバリング高度：2,635 m（8,800 ft）